# Parlamento del Reino de Libia
El Parlamento del Reino fue la legislatura nacional del extinto Reino de Libia, existente entre 1951 y 1964. Estaba conformado por el Senado y la Cámara de Representantes. Ambas cámaras se reunían y se cerraban al mismo tiempo. Tenía su sede en Trípoli.   

## Historia
Fue creado junto con la Constitución de 1951, promulgada por la Asamblea Nacional de Libia como organismo legislativo provisional. Sus atribuciones fueron establecidas en el Capítulo VII.
Se celebraron elecciones por primera vez en 1952. En tales elecciones, que enfrentaron a los candidatos independientes progurbernamentales y al opositor Partido del Congreso, se eligieron 55 Representantes a la Cámara. La oposición se hizo con ocho escaños. Sin embargo, poco después de las elecciones estallaron disturbios que resultaron en la prohibición de todos los partidos políticos; como consecuencia, todas las demás elecciones celebradas solo se hicieron entre candidatos independientes.
Como era de esperarse, los partidarios del Gobierno se impusieron sucesivamente en las elecciones de 1956 y 1960. En las elecciones generales de 1964, pese a que se detuvo a los líderes de la oposición, esta logró obtener representación legislativa, por lo cual rey Idris I disolvió el parlamento. Se volvieron a celebrar elecciones anticipadas en 1965, pero la Cámara de Representantes pasó a ser el órgano legislativo unicameral, hasta 1969, cuando el Reino fue abolido.

## Composición y funcionamiento
Ambas cámaras se reunían y se cerraban al mismo tiempo. El Senado, la cámara Alta, estaba formado por veinticuatro miembros nombrados por el rey. Los requisitos para ser Senador era ser ciudadano libio mayor de 40 años; los senadores debían representar a cada una de las tres provincias del país (Tripolitania, Cirenaica y Fezán), correspondiéndole ocho senadores a cada provincia. La duración del mandato de un senador era de ocho años. Un senador no podía servir dos períodos consecutivos, pero podía ser nombrado de nuevo en el futuro. La mitad de todos los senadores debían ser sustituidos cada cuatro años.
El rey nombraba al presidente del Senado, y el propio Senado elegía dos vicepresidentes, que el soberano tenía que aprobar. El presidente y vicepresidente tenían un mandato fijo de dos años. Al concluir este plazo, el rey era libre de volver a nombrar al presidente o reemplazarlo con otra persona, mientras que los vicepresidentes se enfrentaban a la reelección.
Los miembros de la Cámara de Representantes eran elegidos mediante sufragio universal tras la reforma constitucional del 25 de abril de 1963, que concedió el voto a las mujeres, privadas hasta entonces de él. El número de diputados se determinaba en proporción al números de habitantes: se escogía un diputado por cada veinte mil personas. Las elecciones se celebraban cada cuatro años, salvo que el Parlamento fuera disuelto antes, en cuyo caso se verificaban tras la disolución de las cámaras. Los diputados eran responsables de elegir a un portavoz y dos vicepresidentes de la Cámara de Representantes.